# FC Dacia Chișinău
FC Dacia Chișinău (Dacia Kišiněv) je moldavský fotbalový klub sídlící v hlavním městě Kišiněvě (rumunsky Chișinău). Byl založen roku 1999, hřištěm klubu je stadion s názvem Stadionul Moldova s kapacitou 8 500 diváků. Klub má přezdívku vlci, neboť ve svém logu má žlutou hlavu vlka.
Největším rivalem Dacie je jiný kišiněvský klub FC Zimbru Chișinău.

## Úspěchy
- 1× vítěz Divizia Națională (2010/11)[2]
- 1× vítěz Supercupa Moldovei (2011)